# Pourquoi ?
Pour le film d'Anouk Bernard, voir Pourquoi ? (film, 1977).
Pourquoi ? (titre original : Why ?) est une nouvelle de science-fiction de Robert Silverberg.

## Publications
Entre 1957 et 2012, la nouvelle a été éditée à une quinzaine de reprises dans des recueils de nouvelles de Robert Silverberg ou des anthologies de science-fiction.

### Publications aux États-Unis
La nouvelle est parue en novembre 1957 sous le titre Why ? dans le magazine Science Fiction Stories. Elle a ensuite été régulièrement rééditée dans divers recueils de Robert Silverberg et diverses anthologies.

### Publications en France
La nouvelle est publiée en France en 2002 dans le recueil Le Chemin de la nuit, avec une traduction de Corinne Fisher, avec une nouvelle édition en livre de poche chez J'ai lu en 2004.
Elle est donc l'une des 124 meilleures nouvelles de Silverberg sélectionnées pour l'ensemble de recueils Nouvelles au fil du temps, dont Le Chemin de la nuit est le premier tome.

### Publication en Allemagne
La nouvelle est parue en Allemagne en mai 1984 sous le titre Warum ? dans l'anthologie Fragezeichen Zukunft.

## Résumé
Brock et Hammond sont deux astronautes américains chargés d'explorer des planètes. Après 11 années passées à visiter 163 systèmes stellaires, Brock pose à Hammond une question toute simple : « Pourquoi ? ». Pourquoi ont-ils quitté la Terre ? Pourquoi visitent-ils ces systèmes stellaires ? Dans quel but ? Dans quel intérêt ? Il vit donc une crise existentielle. 
La réponse à sa question va venir lorsqu'ils seront aux prises, sur une planète du 164e système visité (Alphecca), à des plantes qui vont les attaquer : s'ils visitent tous ces mondes, c'est parce qu'ils le peuvent ; ils ne sont pas limités par le sol d'une planète ; ils ne sont pas ancrés dans la terre ; ils peuvent quitter le berceau terrien, alors ils le font. 
La crise existentielle de Brock est résolue, et ils peuvent continuer de l'avant.